# Russischer Fußballpokal 2016/17
Der Russische Fußballpokal 2016/17 war die 25. Austragung des russischen Pokalwettbewerbs der Männer. Pokalsieger wurde Lokomotive Moskau. Das Team setzte sich im Finale am 2. Mai 2017 im Olympiastadion von Sotschi gegen Ural Jekaterinburg durch. Titelverteidiger Zenit St. Petersburg war im Achtelfinale gegen Anschi Machatschkala ausgeschieden.

## Modus
Bis zur dritten Runde nahmen 54 Mannschaften von der 2. Division 2016/17 und 8 Amateurvereine teil. Dabei traten die insgesamt 62 Vereine in vier Zonen (West/Zentrum, Süd, Ural-Powolschje und Ost) an. Ab der vierten Runde stiegen dann die 18 Zweitligisten, ab der fünften Runde die 16 Erstligisten ein. Reservemannschaften waren nicht teilnahmeberechtigt.
Alle Begegnungen wurden in einem Spiel ausgetragen. Bei unentschiedenem Ausgang wurde zur Ermittlung des Siegers eine Verlängerung gespielt. Stand danach kein Sieger fest, folgte ein Elfmeterschießen. Der Pokalsieger qualifizierte sich für die Europa League.

## Teilnehmende Teams
| Premjer-Liga (16) | Premjer-Liga (16) | Perwenstwo FNL (18) | Perwenstwo FNL (18) |
| --- | --- | --- | --- |
| - Lokomotive Moskau - Spartak Moskau - ZSKA Moskau - Amkar Perm - Anschi Machatschkala - Arsenal Tula - FK Krasnodar - Krylja Sowetow Samara | - FK Orenburg - FK Rostow - Rubin Kasan - Terek Grosny - Tom Tomsk - FK Ufa - Ural Jekaterinburg - Zenit St. Petersburg | - Baltika Kaliningrad - FK Chimki - Dynamo Moskau - Fakel Woronesch - FK Jenissei Krasnojarsk - Kuban Krasnodar - Lutsch-Energija Wladiwostok - Mordowija Saransk - FK Neftechimik Nischnekamsk                                                                                    | - Schinnik Jaroslawl - FK Sibir Nowosibirsk - FK SKA-Chabarowsk - PFK Sokol Saratow - Spartak Naltschik - FK Tambow - FK Tjumen - FK Tosno - Wolgar Astrachan                                                                                             |
| Perwenstwo PFL (54) | | | |
| - FK Afips - Anguscht Nasran - FK Armawir - Awangard Kursk - FK Biolog-Nowokubansk - FK Dolgoprudny - FK Domodedowo - Druschba Maikop - Dynamo Barnaul - Dynamo Brjansk - Dynamo Kirow - Dynamo Stawropol - FK Dynamo St. Petersburg - Energomasch Belgorod | - Irtysch Omsk - FK Kaluga - KAMAS Nabereschnyje Tschelny - FK Kolomna - FK Lada Toljatti - Legion-Dynamo Machatschkala - Maschuk-KMW Pjatigorsk - Metallurg Lipezk - Nosta Nowotroizk - Olympijez Nischni Nowgorod - FK Orjol - FK Pskow-747 - FK Rjasan - Rotor Wolgograd | - Sachalin Juschno-Sachalinsk - Saturn Ramenskoje - FK SKA Rostow - Soljaris Moskau - FK Sotschi - Smena Komsomolsk am Amur - Snamja Truda Orechowo-Sujewo - Spartak Kostroma - Spartak Wladikawkas - Strogino Moskau - FK Sysran-2003 - Tekstilschtschik Iwanowo - Torpedo Moskau | - Torpedo Wladimir - Tschaika Pestschanokopskoje - FK Tscheljabinsk - Tschernomorez Noworossijsk - Tschertanowo Moskau - FK Tschita - FK Witjas Podolsk - Wolga Twer - Wolga Uljanowsk - FK Zenit-Ischewsk - Zenit Irkutsk - Zenit Pensa - ZRFSO Smolensk |
| Amateure (8) | | | |
| - FK Atom Nowoworonesch - Delin Ischewsk | - FK DSI Komsomolsk am Amur - Dynamo-Start Kostroma | - Metallurg Ascha - FK Murom | - Swesda St. Petersburg - FK Tscherepowez |

## 1. Runde
Teilnehmer: Teilnehmer: 16 Vereine der drittklassigen Perwenstwo PFL und 6 Amateurvereine.
| Datum                           |                            | Ergebnis              |                                    |
| ------------------------------- | -------------------------- | --------------------- | ---------------------------------- |
| 00000000000Zone Ural-Powolschje |                            |                       |                                    |
| 15.07.2016                      | Wolga Uljanowsk (III)      | 2:0                   | Zenit Pensa (III)                  |
| 15.07.2016                      | Delin Ischewsk (V)         | 0:3                   | KAMAS Nabereschnyje Tschelny (III) |
| 15.07.2016                      | FK Sysran-2003 (III)       | 2:0                   | FK Lada Toljatti (III)             |
| 15.07.2016                      | Metallurg Ascha (IV)       | 1:1 n. V. (1:2 i. E.) | FK Tscheljabinsk (III)             |
| 00000000000Zone West/Zentrum    |                            |                       |                                    |
| 15.07.2016                      | FK Tscherepowez (IV)       | 3:2                   | Wolga Twer (III)                   |
| 15.07.2016                      | Tschertanowo Moskau (III)  | 3:2 n. V.             | FK Kolomna (III)                   |
| 15.07.2016                      | FK Atom Nowoworonesch (IV) | 1:0                   | FK Orjol (III)                     |
| 15.07.2016                      | Saturn Ramenskoje (III)    | 0:1                   | Torpedo Moskau (III)               |
| 15.07.2016                      | Dynamo-Start Kostroma (IV) | 1:3                   | Tekstilschtschik Iwanowo (III)     |
| 16.07.2016                      | FK Murom (IV)              | 0:2                   | Snamja Truda Orechowo-Sujewo (III) |
| 00000000000Zone Süd             |                            |                       |                                    |
| 16.07.2016                      | FK Sotschi (III)           | 0:1                   | Tschaika Pestschanokopskoje (III)  |

In der Zone Ost gab es in dieser Runde keine Spiele.

## 2. Runde
Teilnehmer: Die 11 Sieger der ersten Runde, 33 weitere Vereine der Perwenstwo PFL, sowie 2 weitere Amateurvereine.
| Datum                           |                                    | Ergebnis               |                                  |
| ------------------------------- | ---------------------------------- | ---------------------- | -------------------------------- |
| 00000000000Zone West/Zentrum    |                                    |                        |                                  |
| 24.07.2016                      | FK Kaluga (III)                    | 5:1                    | Strogino Moskau (III)            |
| 24.07.2016                      | FK Dolgoprudny (III)               | 1:0                    | Tschertanowo Moskau (III)        |
| 24.07.2016                      | Swesda St. Petersburg (IV)         | 0:1                    | FK Dynamo St. Petersburg (III)   |
| 24.07.2016                      | Snamja Truda Orechowo-Sujewo (III) | 0:1                    | Torpedo Wladimir (III)           |
| 24.07.2016                      | FK Witjas Podolsk (III)            | 0:0 n. V. (5:3 i. E.)  | FK Domodedowo (III)              |
| 24.07.2016                      | ZRFSO Smolensk (III)               | 1:0                    | FK Pskow-747 (III)               |
| 24.07.2016                      | Torpedo Moskau (III)               | 2:2 n. V. (4:2 i. E.)  | FK Rjasan (III)                  |
| 24.07.2016                      | Soljaris Moskau (III)              | 3:1                    | FK Tscherepowez (IV)             |
| 24.07.2016                      | Tekstilschtschik Iwanowo (III)     | 3:1                    | Spartak Kostroma (III)           |
| 24.07.2016                      | Metallurg Lipezk (III)             | 3:2                    | FK Atom Nowoworonesch (IV)       |
| 24.07.2016                      | Dynamo Brjansk (III)               | 2:0                    | Awangard Kursk (III)             |
| 24.07.2016                      | Energomasch Belgorod (III)         | 2:2 n. V. (2:1 i. E.)  | Rotor Wolgograd (III)            |
| 00000000000Zone Süd             |                                    |                        |                                  |
| 24.07.2016                      | Legion-Dynamo Machatschkala (III)  | 2:1                    | Spartak Wladikawkas (III)        |
| 24.07.2016                      | Druschba Maikop (III)              | 0:2                    | FK Afips (III)                   |
| 24.07.2016                      | Tschaika Pestschanokopskoje (III)  | 0:1                    | Tschernomorez Noworossijsk (III) |
| 24.07.2016                      | FK SKA Rostow (III)                | 2:2 n. V. (5:4 i. E.)  | Dynamo Stawropol (III)           |
| 00000000000Zone Ural-Powolschje |                                    |                        |                                  |
| 24.07.2016                      | FK Tscheljabinsk (III)             | 1:1 n. V. (4:3 i. E.)  | FK Zenit-Ischewsk (III)          |
| 24.07.2016                      | Olympijez Nischni Nowgorod (III)   | 0:1                    | Wolga Uljanowsk (III)            |
| 24.07.2016                      | KAMAS Nabereschnyje Tschelny (III) | 1:0 n. V.              | Dynamo Kirow (III)               |
| 24.07.2016                      | Maschuk-KMW Pjatigorsk (III)       | 2:0                    | Anguscht Nasran (III)            |
| 24.07.2016                      | Nosta Nowotroizk (III)             | 2:2 n. V. (9:10 i. E.) | FK Sysran-2003 (III)             |
| 24.07.2016                      | FK Armawir (III)                   | 0:1                    | FK Biolog-Nowokubansk (III)      |
| 00000000000Zone Ost             |                                    |                        |                                  |
| 25.07.2016                      | FK DSI Komsomolsk am Amur (IV)     | 4:2 n. V.              | Smena Komsomolsk am Amur (III)   |

## 3. Runde
Teilnehmer: Die 23 Sieger der zweiten Runde und 5 weitere Vereine der Perwenstwo PFL.
| Datum                           |                                    | Ergebnis              |                                |
| ------------------------------- | ---------------------------------- | --------------------- | ------------------------------ |
| 00000000000Zone Ost             |                                    |                       |                                |
| 01.08.2016                      | Irtysch Omsk (III)                 | 0:2                   | Dynamo Barnaul (III)           |
| 01.08.2016                      | Sachalin Juschno-Sachalinsk (III)  | 2:0 n. V.             | FK DSI Komsomolsk am Amur (IV) |
| 01.08.2016                      | FK Tschita (III)                   | 5:2                   | Zenit Irkutsk (III)            |
| 00000000000Zone West/Zentrum    |                                    |                       |                                |
| 07.08.2016                      | FK Witjas Podolsk (III)            | 3:5                   | FK Kaluga (III)                |
| 07.08.2016                      | FK Dynamo St. Petersburg (III)     | 0:1 n. V.             | FK Dolgoprudny (III)           |
| 07.08.2016                      | Metallurg Lipezk (III)             | 0:0 n. V. (3:4 i. E.) | Energomasch Belgorod (III)     |
| 07.08.2016                      | Torpedo Wladimir (III)             | 0:1                   | ZRFSO Smolensk (III)           |
| 07.08.2016                      | Tekstilschtschik Iwanowo (III)     | 1:0                   | Soljaris Moskau (III)          |
| 07.08.2016                      | Torpedo Moskau (III)               | 2:0                   | Dynamo Brjansk (III)           |
| 00000000000Zone Ural-Powolschje |                                    |                       |                                |
| 07.08.2016                      | Wolga Uljanowsk (III)              | 2:1                   | FK Sysran-2003 (III)           |
| 07.08.2016                      | KAMAS Nabereschnyje Tschelny (III) | 0:2                   | FK Tscheljabinsk (III)         |
| 00000000000Zone Süd             |                                    |                       |                                |
| 07.08.2016                      | Legion-Dynamo Machatschkala (III)  | 3:0                   | Maschuk-KMW Pjatigorsk (III)   |
| 08.08.2016                      | FK Biolog-Nowokubansk (III)        | 2:0                   | FK SKA Rostow (III)            |
| 08.08.2016                      | Tschernomorez Noworossijsk (III)   | 1:0                   | FK Afips (III)                 |

## 4. Runde
Teilnehmer: Die 14 Sieger der dritten Runde und die 18 Vereine der Perwenstwo FNL. Reservemannschaften waren nicht teilnahmeberechtigt. Unterklassige Teams hatten Heimrecht.
| Datum      |                                   | Ergebnis  |                                  |
| ---------- | --------------------------------- | --------- | -------------------------------- |
| 24.08.2016 | FK Tjumen (II)                    | 0:1       | FK Sibir Nowosibirsk (II)        |
| 24.08.2016 | Legion-Dynamo Machatschkala (III) | 1:2       | Wolgar Astrachan (II)            |
| 24.08.2016 | FK Biolog-Nowokubansk (III)       | 0:2       | Spartak Naltschik (II)           |
| 24.08.2016 | Torpedo Moskau (III)              | 1:2       | Mordowija Saransk (II)           |
| 24.08.2016 | Wolga Uljanowsk (III)             | 1:0       | PFK Sokol Saratow (II)           |
| 24.08.2016 | Tekstilschtschik Iwanowo (III)    | 0:1       | FK Chimki (II)                   |
| 24.08.2016 | Sachalin Juschno-Sachalinsk (III) | 1:2       | FK SKA-Chabarowsk (II)           |
| 24.08.2016 | FK Kaluga (III)                   | 1:3       | FK Tambow (II)                   |
| 24.08.2016 | FK Dolgoprudny (III)              | 0:1       | FK Tosno (II)                    |
| 24.08.2016 | FK Tschita (III)                  | 1:0       | Lutsch-Energija Wladiwostok (II) |
| 24.08.2016 | FK Tscheljabinsk (III)            | 2:0       | FK Neftechimik Nischnekamsk (II) |
| 24.08.2016 | ZRFSO Smolensk (III)              | 0:1       | Schinnik Jaroslawl (II)          |
| 24.08.2016 | Dynamo Barnaul (III)              | 0:3       | FK Jenissei Krasnojarsk (II)     |
| 24.08.2016 | Energomasch Belgorod (III)        | 3:0       | Kuban Krasnodar (II)             |
| 24.08.2016 | Tschernomorez Noworossijsk (III)  | 0:1 n. V. | Fakel Woronesch (II)             |
| 25.08.2016 | Baltika Kaliningrad (II)          | 1:3 n. V. | Dynamo Moskau (II)               |

## 5. Runde
Teilnehmer: Die 16 Sieger der vierten Runde, sowie die 16 Erstligisten, die auswärts antraten.
| Datum      |                              | Ergebnis              |                           |
| ---------- | ---------------------------- | --------------------- | ------------------------- |
| 21.09.2016 | Dynamo Moskau (II)           | 4:0                   | FK Rostow (I)             |
| 21.09.2016 | FK Tscheljabinsk (III)       | 0:3                   | Ural Jekaterinburg (I)    |
| 21.09.2016 | Spartak Naltschik (II)       | 0:2                   | FK Krasnodar (I)          |
| 21.09.2016 | FK Sibir Nowosibirsk (II)    | 1:0 n. V.             | Tom Tomsk (I)             |
| 21.09.2016 | Wolga Uljanowsk (III)        | 0:0 n. V. (3:4 i. E.) | Amkar Perm (I)            |
| 21.09.2016 | Mordowija Saransk (II)       | 1:2                   | Anschi Machatschkala (I)  |
| 21.09.2016 | FK Tosno (II)                | 2:0                   | Arsenal Tula (I)          |
| 21.09.2016 | FK Jenissei Krasnojarsk (II) | 2:1                   | ZSKA Moskau (I)           |
| 21.09.2016 | Wolgar Astrachan (II)        | 0:1                   | FK Orenburg (I)           |
| 21.09.2016 | FK SKA-Chabarowsk (II)       | 1:0                   | Spartak Moskau (I)        |
| 21.09.2016 | Fakel Woronesch (II)         | 1:1 n. V. (3:5 i. E.) | Terek Grosny (I)          |
| 21.09.2016 | Energomasch Belgorod (II)    | 1:1 n. V. (3:5 i. E.) | FK Ufa (I)                |
| 21.09.2016 | FK Chimki (III)              | 0:3                   | Lokomotive Moskau (I)     |
| 22.09.2016 | FK Tambow (II)               | 0:5                   | Zenit St. Petersburg (I)  |
| 22.09.2016 | FK Tschita (III)             | 0:1                   | Rubin Kasan (I)           |
| 22.09.2016 | Schinnik Jaroslawl (II)      | 0:2                   | Krylja Sowetow Samara (I) |

## Achtelfinale
Teilnehmer: Die 16 Sieger der fünften Runde.
| Datum      |                              | Ergebnis              |                           |
| ---------- | ---------------------------- | --------------------- | ------------------------- |
| 26.10.2016 | FK Jenissei Krasnojarsk (II) | 2:3 n. V.             | FK Sibir Nowosibirsk (II) |
| 26.10.2016 | Terek Grosny (I)             | 1:1 n. V. (3:4 i. E.) | FK Ufa (I)                |
| 26.10.2016 | Rubin Kasan (I)              | 1:0 n. V.             | FK SKA-Chabarowsk (II)    |
| 26.10.2016 | FK Tosno (II)                | 3:2                   | Dynamo Moskau (II)        |
| 26.10.2016 | Amkar Perm (I)               | 1:1 n. V. (2:4 i. E.) | Ural Jekaterinburg (I)    |
| 27.10.2016 | Anschi Machatschkala (I)     | 4:0                   | Zenit St. Petersburg (I)  |
| 27.10.2016 | Krylja Sowetow Samara (I)    | 1:3                   | Lokomotive Moskau (I)     |
| 27.10.2016 | FK Krasnodar (I)             | 3:2 n. V.             | FK Orenburg (I)           |

## Viertelfinale
| Datum      |                        | Ergebnis              |                           |
| ---------- | ---------------------- | --------------------- | ------------------------- |
| 28.02.2017 | Ural Jekaterinburg (I) | 3:3 n. V. (4:3 i. E.) | FK Krasnodar (I)          |
| 01.03.2017 | Rubin Kasan (I)        | 1:0                   | FK Sibir Nowosibirsk (II) |
| 01.03.2017 | FK Ufa (I)             | 1:0                   | Anschi Machatschkala (I)  |
| 01.03.2017 | Lokomotive Moskau (I)  | 1:0                   | FK Tosno (II)             |

## Halbfinale
| Datum      |                        | Ergebnis |                 |
| ---------- | ---------------------- | -------- | --------------- |
| 05.04.2017 | Lokomotive Moskau (I)  | 1:0      | FK Ufa (I)      |
| 06.04.2017 | Ural Jekaterinburg (I) | 2:1      | Rubin Kasan (I) |

## Finale
| Paarung            | Ural Jekaterinburg – Lokomotive Moskau |
| Ergebnis           | 0:2 (0:0) |
| Datum              | 2. Mai 2017 |
| Stadion            | Olympiastadion, Sotschi |
| Zuschauer          | 24.500 |
| Schiedsrichter     | Alexei Nikolajew |
| Tore               | 0:1 Igor Denissow (76.) 0:2 Alexei Mirantschuk (90.) |
| Ural Jekaterinburg | Nikolai Sabolotny – Alexander Nowikow, Gregor Balažic, Jimmy Tabidse, Alexander Danzew – Nikolaj Dimitrow (88. Nikita Gluschkow) – Roman Jemeljanow (79. Edgar Manutscharjan), Eric Bicfalvi, Chisamba Lungu – Roman Pawljutschenko (46. Artjom Fidler), Wladimir Iljin Cheftrainer: Alexander Tarchanow |
| Lokomotive Moskau  | Guilherme – Wladislaw Ignatjew, Solomon Kwirkwelia, Nemanja Pejčinović, Vitaliy Denisov – Igor Denissow, Dmitri Tarassow (90.+7' Dmitri Barinow) – Alexei Mirantschuk, Manuel Fernandes, Maicon (85. Jefferson Farfán) – Ari Cheftrainer: Igor Tscherewtschenko ( Tadschikistan)                         |
| Gelbe Karten       | Chisamba Lungu, Wladimir Iljin – keine |
| Platzverweise      | Artjom Fidler (90.+6'), Edgar Manutscharjan (90.+6') – Jefferson Farfán (90.+6'), Ari (90.+6') |
| Besonderheiten     | Alle vier roten Karten durch Tätlichkeit nach Rudelbildung. |